# دومينيك بير
دومينيك بير (بالفرنسية: Dominique Pire)‏ هو رجل دين بلجيكي وراهب دومنيكاني ولد في 10 فبراير 1910 وتوفي في 30 يناير 1969. حصل سنة 1958 على جائزة نوبل للسلام لعمله من أجل اللاجئين خلال الحرب العالمية الثانية.

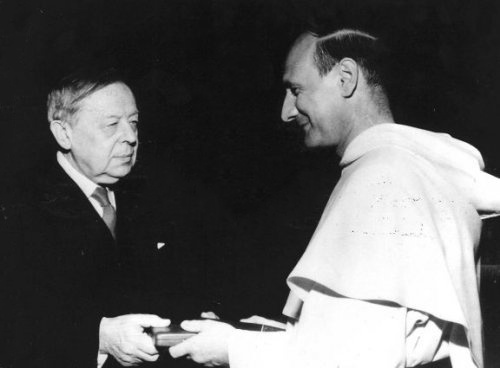
حصل جورج بير على جائزة نوبل للسلام 1958 من جونار جان ، رئيس لجنة نوبل ، في جامعة أوسلو.

- حصل جورج بير على جائزة نوبل للسلام 1958 من جونار جان ، رئيس لجنة نوبل ، في جامعة أوسلو.بعد تحصله على جائزة نوبل قام بتأسيس جامعة السلام التي كانت تهدف إلى تكوين زعماء متفاهمين ومتعاونين. اقنع بعد ذلك بأنه لا يمكن أن يكون هناك سلام من دون محاربة الفقر فقام بتأسيس منظمة غير حكومية تدعى جزر السلام لمساندة السكان الريفيين في بلدان العالم الثالث.

## روابط خارجية
- دومينيك بير على موقع الموسوعة البريطانية (الإنجليزية)
- دومينيك بير على موقع مونزينجر (الألمانية)
- دومينيك بير على موقع إن إن دي بي (الإنجليزية)